# Men of War (trò chơi điện tử)
Men of War là một dòng game chiến thuật thời gian thực của hãng 1C Company và Best Way. Phiên bản đầu tiên của dòng game là Men of War I phát hành chính thức vào ngày 7-5-2009. Tính đến 30-1-2012 thì đã có tổng cộng 3 phiên bản được phát hành. Game có 2 chế độ chơi chính là chơi đơn và chơi online. Cốt truyện được tạo nên từ những sự kiện lịch sử có thật (trừ phiên bản Men of War: Assault Squad).
- Men of War I và Men of War: Assault Squad có chủ đề thế chiến II với những trận đánh huyền thoại như trận phòng thủ Moskva hay trận Kursk, trận Normandy.
- Men of War: Red tide kể về đơn vị thủy quân lục chiến Black Coats huyền thoại của liên bang Nga thời thế chiến II.
- Men of War: Viet Nam tập trung kể câu truyện có thật của 2 lính Việt và 2 chuyên gia Nga bị quân Mỹ phục kích rồi lạc đường trong rừng rậm cùng quãng đường khó khăn để trở lại quân Việt Cộng (phần chơi phe Việt Cộng) và những trận đánh nhỏ của 1 nhóm lính Mỹ (phần chơi phe quân đội Mỹ).

Game có đồ họa 3D tốt, mô phỏng chính xác về mọi loại vũ khí, phương tiện, nhưng tầm bắn của các loại vũ khí được giảm đi và có số lượng người chơi ít hơn nhiều so với dòng game Age of Empires nổi tiếng có lẽ vì âm thanh lồng tiếng rất đơn điệu cùng độ khó quá cao yêu cầu phải thông minh và kiên nhẫn khi chơi cũng như yêu cầu đồ họa máy tính quá cao nhưng đối với những người yêu và muốn tái hiện lịch sử có khả năng tài chính kha khá thì đây vẫn là lựa chọn tuyệt vời.